# Thomas Knuths

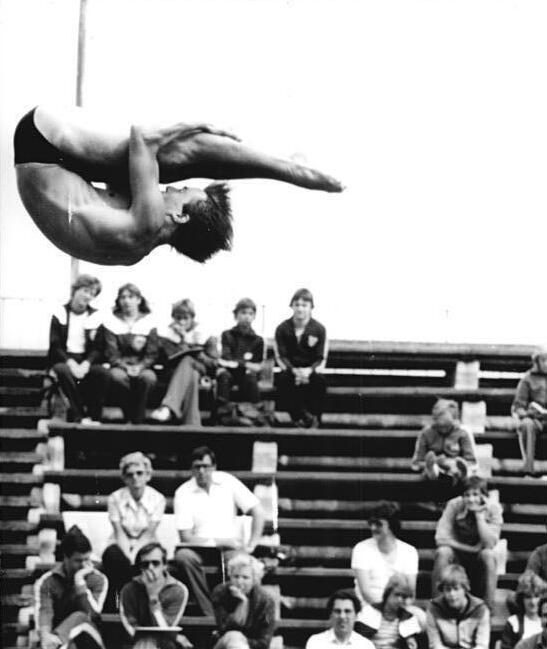
Thomas Knuths (1982)

Thomas Knuths (* 31. August 1958 in Schwäbisch Gmünd) ist ein ehemaliger Wasserspringer, der für die DDR startete. 1985 wurde er Europameister vom 10-Meter-Turm.

## Karriere
Der 1,77 m große Knuths trat für den SC Empor Rostock an. Er gewann vier DDR-Hallenmeistertitel vom 10-Meter-Turm, 1979, 1981, 1982 und 1985.
1980 bei den Olympischen Spielen in Moskau erreichten im Turmspringen mit Falk Hoffmann, Thomas Knuths und Dieter Waskow alle drei DDR-Springer das Finale. Während Hoffmann die Goldmedaille gewann, erreichte Waskow den fünften Platz vor Knuths auf dem sechsten Rang. Bei den Weltmeisterschaften 1982 in Guayaquil belegte Knuths mit 597 Punkten den vierten Platz im Turmspringen. 1985 bei den Europameisterschaften in Sofia siegte Knuths vom Turm vor Albin Killat aus der Bundesrepublik Deutschland.
Knuths war ausgebildeter Elektromechaniker und absolvierte später ein Studium an der DHfK in Leipzig. Nach 1990 arbeitete er als Trainer am Bodensee.